# Wasilios Wasiliadis
Wasilios Wasiliadis (gr. Βασίλειος Βασιλειάδης, ur. 1920, zm. 25 marca 1945) – grecki lotnik, as myśliwski okresu II wojny światowej.

## Życiorys
Urodził się we francuskim Rouen w domu matki Augustine Bracie. Od najmłodszych lat wychowywał się na greckiej wyspie Chios. Jego ojciec Michael był armatorem.
Po ukończeniu szkoły podstawowej Chios, wstąpił do szkoły morskiej na wyspie Hydra, aby kontynuować rodzinną tradycję. Gdy wybuchła II wojna światowa znajdował się na okręcie szkolnym na Morzu Śródziemnym. Po powrocie z rejsu ojciec go wysłał do Anglii na studia. 13 października 1942 zgłosił się na ochotnika do Royal Air Force. Po przeszkoleniu na spitfire'ach w 53 Operational Training Unit (OTU), 21 czerwca otrzymał przydział do 19 dywizjonu. Głównymi zadaniami dywizjonu były ataki na niemieckie bazy w Normandii i Bretanii. Swoje pierwsze zwycięstwo osiągnął 22 kwietnia 1944 zestrzeliwując messerschmitta Bf 109. W czerwcu 1944 jego dywizjon osłaniał z powietrza lądowanie w Normandii. 26 czerwca został odznaczony Distinguished Flying Medal oraz awansował na kapitana (flight lieutenant). W sierpniu 1944 podczas nalotu na mosty na Sekwanie na południe od Rouen w celu odcięcia niemieckich wojsk w Normandii od Paryża, jego samolot został zestrzelony przez obronę przeciwlotniczą nad miastem Saint-Pierre-lès-Elbeuf. Wasiliadis wyskoczył na spadochronie i przetrwał przy pomocy ruchu oporu. Nie długo potem amerykańskie wojska wyzwoliły rejon, w którym się ukrywał i wrócił do RAF-u. Pod koniec 1944 został przydzielony do 3 dywizjonu stacjonującego w holenderskim Volkel i wyposażonego w myśliwce tempest. 23 stycznia 1945 zestrzelił 2 focke-wulfy Fw 190 i jednego uszkodził. 7 marca 1945 osiągnął swoje ostatnie zwycięstwo strącając Fw 190 niedaleko Enschede. 19 marca otrzymał Distinguished Flying Cross.
25 marca 1945 Wasiliadis prowadził klucz 4 tempestów do ataku konwoju wojskowego w okolicach Bocholt, rejonu dobrze znanego ze względu na silną obronę przeciwlotniczą. Ostrzelał konwój i zrobił nawrót aby sprawdzić wyniki swojego ataku. Podczas drugiego podejścia jego tempest JF-A, trafiony przez wroga, rozleciał się na kawałki.
Dopiero po wyzwoleniu Grecji, w lutym 1945, jego ojciec dowiedział się, że Wasilios walczył w RAF-ie i zginął na wojnie.

## Zestrzelenia
| Data             | Zestrzeleń   | Typ                                            |
| ---------------- | ------------ | ---------------------------------------------- |
| 22 kwietnia 1944 | 1            | Messerschmitt Bf 109                           |
| 28 kwietnia 1944 | 1/3          | Arado Ar 96                                    |
| 21 czerwca 1944  | 1            | Messerschmitt Bf 109                           |
| 24 czerwca 1944  | 1            | Focke-Wulf Fw 190                              |
| 24 czerwca 1944  | 1            | Messerschmitt Bf 109                           |
| 8 lipca 1944     | 1/2          | Messerschmitt Bf 109                           |
| 8 sierpnia 1944  | 1            | Messerschmitt Bf 109                           |
| 8 sierpnia 1944  | 1            | Messerschmitt Bf 109 prawdopodobnie zniszczony |
| 23 stycznia 1945 | 2            | Focke-Wulf Fw 190                              |
| 23 stycznia 1945 | 1            | Focke-Wulf Fw 190 uszkodzony                   |
| 7 marca 1945     | 1            | Focke-Wulf Fw 190                              |
| Suma             | 8.83 - 1 - 1 |                                                |

## Odznaczenia
- Distinguished Flying Medal
- Distinguished Flying Cross

## Upamiętnienie
- Jego nazwisko zostało wykute na Pomniku Sił Powietrznych (Air Forces Memorial) w Runnymede w Anglii.
- Jeden ze statków typu Liberty został ochrzczony jego imieniem[1].